# Ramathaim-Zophim
Ramathaim-Zophim (hebräisch רמתיים־צופים) oder Ramatajim, auch bekannt als Rama in Ephraim (רמה אֶפְרַיִם), bei Flavius Josephus Ramatha (altgriechisch Ῥαμαθά), ist eine antike Stadt, die sich nach 1. Samuel 1,1  im Gebirge Ephraim befunden haben soll. Man nimmt an, dass Rama mit dem heutigen Rantis im Westjordanland übereinstimmt, das 25 Kilometer östlich von Jaffa liegt.
Der biblischen Überlieferung nach ist Rama der Geburtsort des Propheten Samuel, der nach seiner Berufung dort Gott einen Altar errichtete (1 Sam 7,17 ; 8,4 ; 15,34 ; 16,13 ; 19,18 ; 25,1 ; 28,3 ). Gleichzeitig war Rama zur Zeit des Propheten „Hauptstadt“ der israelitischen Stämme. Samuel soll hier auch beerdigt worden sein (1 Sam 25,1 ).
Rama ist außerdem die angebliche Geburtsstadt von Josef von Arimathäa, der nach dem Neuen Testament die Bestattung Jesu veranlasst haben soll. Arimathäa ist eine griechische Bezeichnung für Rama.